# Rysa (formacja skalna)

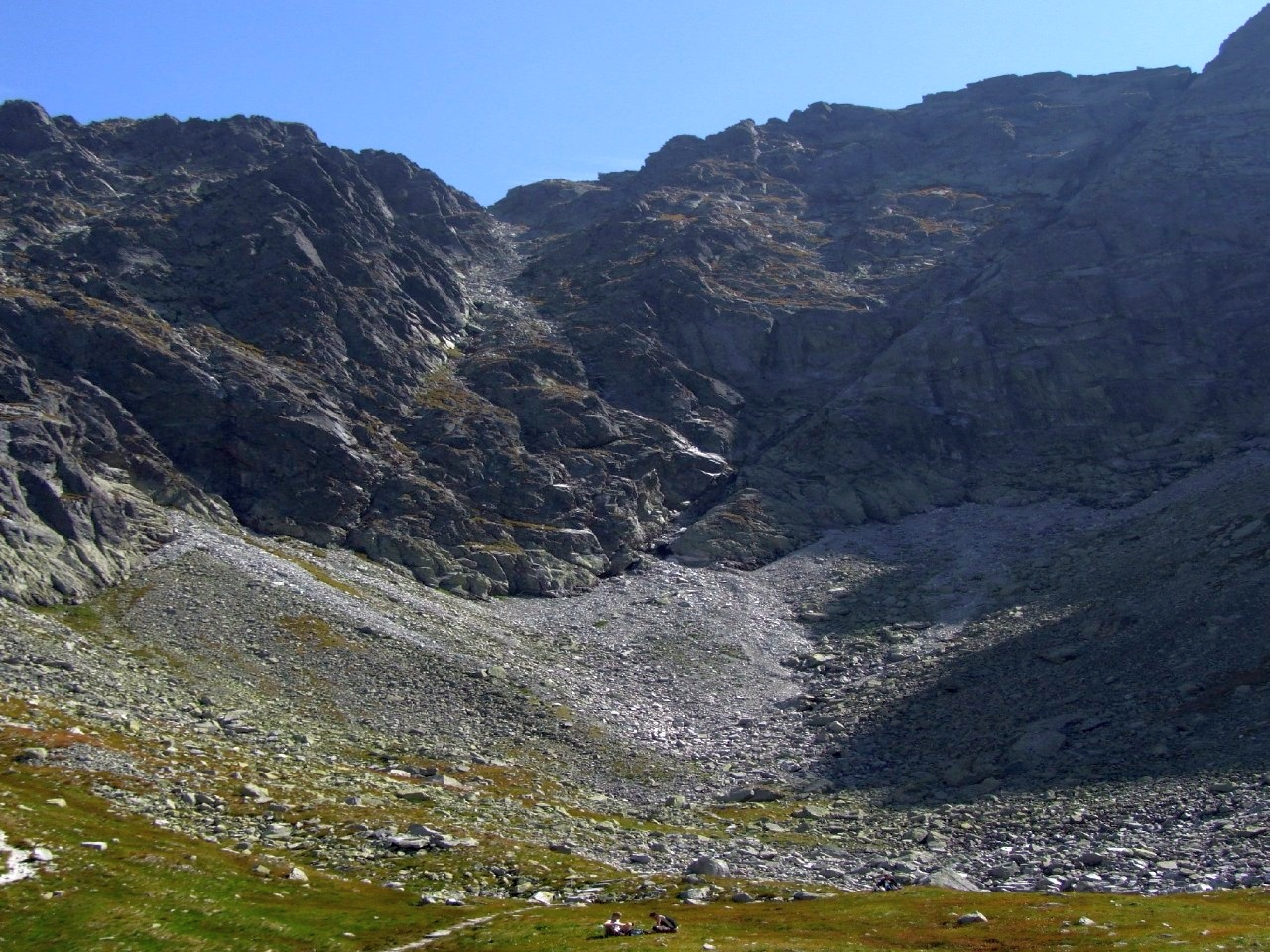
Skośna Rysa Zaruskiego

Rysa – rodzaj pionowej, szczelinowej formacji skalnej. W odróżnieniu od komina jest na tyle wąska, że niemożliwa jest w niej wspinaczka techniką zapieraczki. Ma szerokość od ok. 1 cm do ok. 30 cm.